# دون أرغيو
دون أرغيو (بالإنجليزية: Don Argue)‏ هو عالم عقيدة أمريكي، ولد في 1939 في وينيبيغ في كندا.